# Markaz al Khānkah
Markaz al Khānkah (arabiska: مركز الخانكة) är en region i Egypten.   Den ligger i guvernementet Al-Qalyubiyya, i den norra delen av landet, 25 km nordost om huvudstaden Kairo.